# Östra Vram-madonnans mästare
Östra Vram-madonnans mästare är ett anonymnamn på en romansk bildhuggare.
Han har utfört en tronande Maria och en S:t Olofbild i Östra Vrams kyrka i Skåne. Konstverken tillhör en grupp av träskulpturer som måste sättas i förbindelse med det från klostrens franska inflytande. Till gruppen träskulpturer räknas även krucifixen från Ignaberga, Kiaby, Gualöf och Onslunda samt tronande Marior från Brösarp, Eljarös och Lyby samt en Johannesbild från Lyby. De båda skulpturerna i Östra Vrams kyrka uppvisar vissa drag som återfinns på figurer från den tidiga Chartresskolan.